# Turstin Haldup
Turstin Haldup, Turstin Halduc o Turstin Haloup, también conocido como Thurstan, Richard Turstain Haldup y Bardouf le Goz (La Haye-du-Puits, c. 1013-Halnaker, West Sussex, Inglaterra c. 1079), fue un noble normando, señor de La Haye-du-Puits, Plessis y Lessay. Hijo de Thorstein le Goz y Judith de Montanolier (c. 960). El apodo Haldup (o Haldub) proviene del nórdico antiguo halfr (mitad) y daufr (sordo). Primer referente de la familia de La Haye y fundador de la abadía de Lessay (1056).
Durante el reinado del duque Guillermo el Bastardo, se convirtió en Vizconde de Cotentin, probablemente sucediendo a Néel II de Saint-Sauveur o a su sucesor, Roberto Bertrand de Bricquebec. Con su esposa Ana, Turstin Haldup fundó entre 1056 y 1064 la abadía de Lessay en honor a la Santísima Trinidad y a la Santísima Virgen, por consejo del obispo Geoffroy de Montbray y con el consentimiento del duque Guillermo. Turstin Haldup y su hijo Eudes en Lessay dependían de su señorío de Plessis, cuyos derechos de diezmo transfirieron a Lessay. Estos diezmos fueron vinculados al priorato para evitar superposiciones parroquiales.

## Herencia
Emparentado por matrimonio con los duques de Normandía, se había casado con una tal Anna (o Emma), que pertenecía a la familia ducal y que podría ser hija de Ricardo II de Normandía. De su unión con Anna (o Emma), Turstin tuvo al menos tres hijos:
- Ralph [Raoul, Ranulf] I de la Haye (c. 1055-1098), señor de la Haya, señor de Halnaker, senescal de Roberto de Mortain;
- Eudes-au-Capel [Dapifer] de La Haye (c. 1037), señor de La Haye, senescal de Normandía. Estuvo al servicio de Guillermo el Conquistador, Guillermo Rufus y Enrique I de Inglaterra.[8]
- Emma de la Haye (c. 1090), esposada con Arnaud d'Echaffour (m. 1064), uno de los hijos de Guillermo fitz Giroie.